# Club Atlético Newell's Old Boys (Ecuador)
El Chambo Fútbol Club es un equipo de fútbol profesional de la ciudad de Chambo, Provincia de Chimborazo, Ecuador.  Fue fundado el 1 de enero de 2011. Su directiva está conformada por el Sr. Hugo Alfredo Zavala Samaniego como Presidente, el Sr. Nahin Remigio Uvidia Parra como Vicepresidente,el Sr. Manuel Alexander Díaz Capelo como Tesorero y la Sra. María Cristina Nuñez Álvarez como Secretaria.  Se desempeña en la Segunda Categoría de Ecuador.
Está afiliado a la Asociación de Fútbol No Aficionado de Chimborazo.